# Parcs Canada
Parcs Canada (Parks Canada en anglais) est l'agence du gouvernement du Canada qui gère les 48 parcs nationaux, les 3 aires marines nationales de conservation, les 172 lieux historiques nationaux, le parc urbain national de la Rouge et le site canadien des Pingos.
L'agence administre également les terres et les eaux mises de côté en tant que parcs nationaux potentiels, y compris 10 réserves de parc national et une réserve d'aire marine nationale de conservation. Plus de 450 000 km2 de terres et d'eaux dans les parcs nationaux et les aires marines nationales de conservation ont été mis de côté à cette fin. Parcs Canada gère une partie de ses aires protégées et de ses sites patrimoniaux en collaboration avec des partenaires autochtones.
Le Répertoire canadien des lieux patrimoniaux est soutenu et géré par l'Agence, en collaboration avec les gouvernements provinciaux et territoriaux et d'autres organismes fédéraux. L'agence est également l'organe de travail de la Commission des lieux et monuments historiques du Canada, qui recommande des lieux, des événements et des personnes d'importance historique nationale.

## Mandat

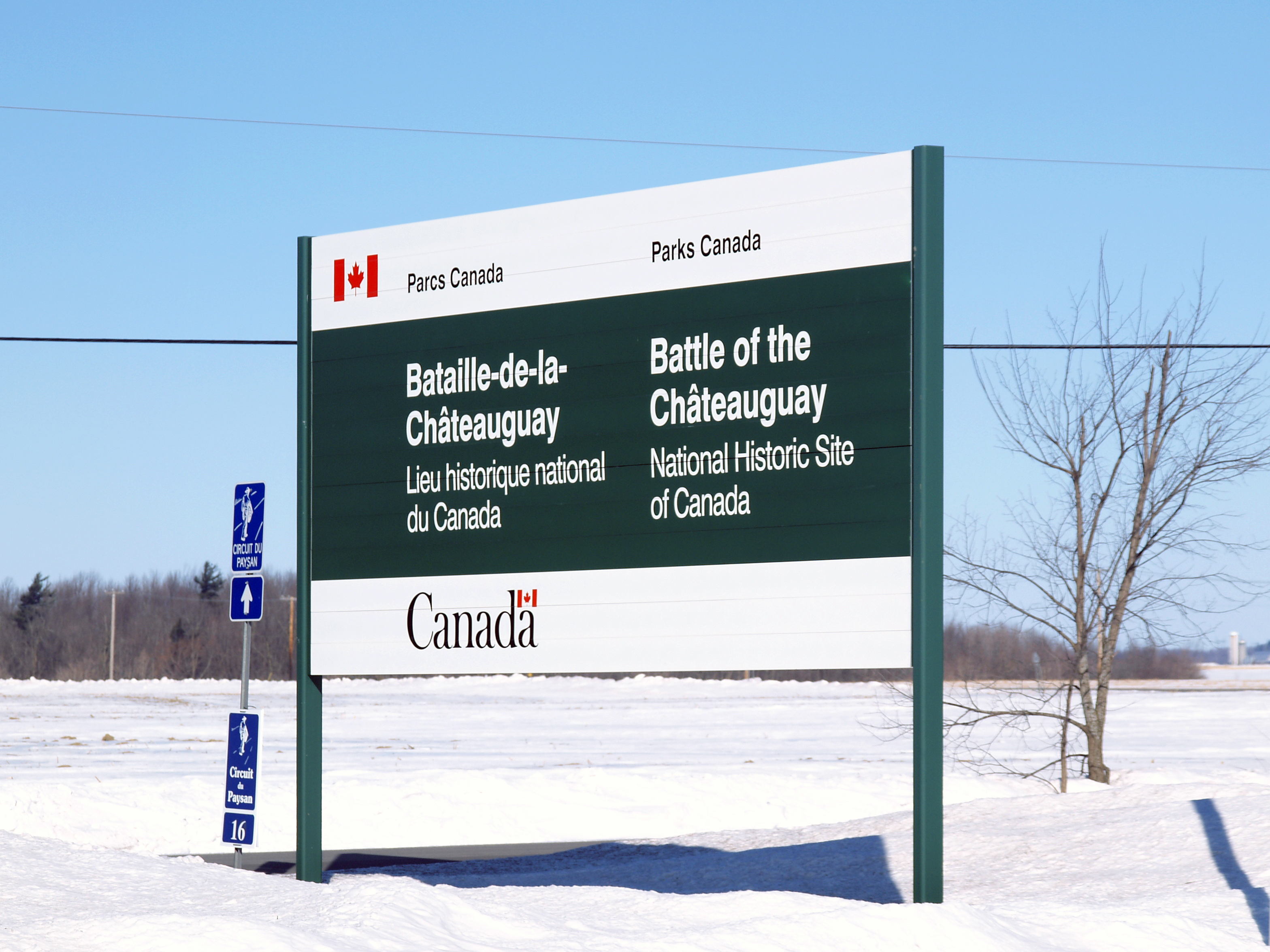
Signalétique typique utilisée par Parcs Canada pour identifier les lieux dont elle est responsable.

Parcs Canada a pour mission de : « protéger et mettre en valeur des exemples représentatifs du patrimoine naturel et culturel du Canada, et d'en favoriser chez le public la connaissance, l'appréciation et la jouissance, de manière à en assurer l'intégrité écologique et commémorative pour les générations d'aujourd'hui et de demain ».

## Histoire
Parcs Canada est établie en 1911 sous le ministère de l'Intérieur en tant que branche des parcs du Dominion, devenant ainsi le premier service de parcs nationaux au monde. L'agence était auparavant connue sous le nom de « Service canadien des parcs ». Les activités de Parcs Canada sont réglementées par l'autorité de l'Acte des Parcs nationaux, qui fut instauré en 1930, et ensuite amendé en 1988.

## Intendance et gestion

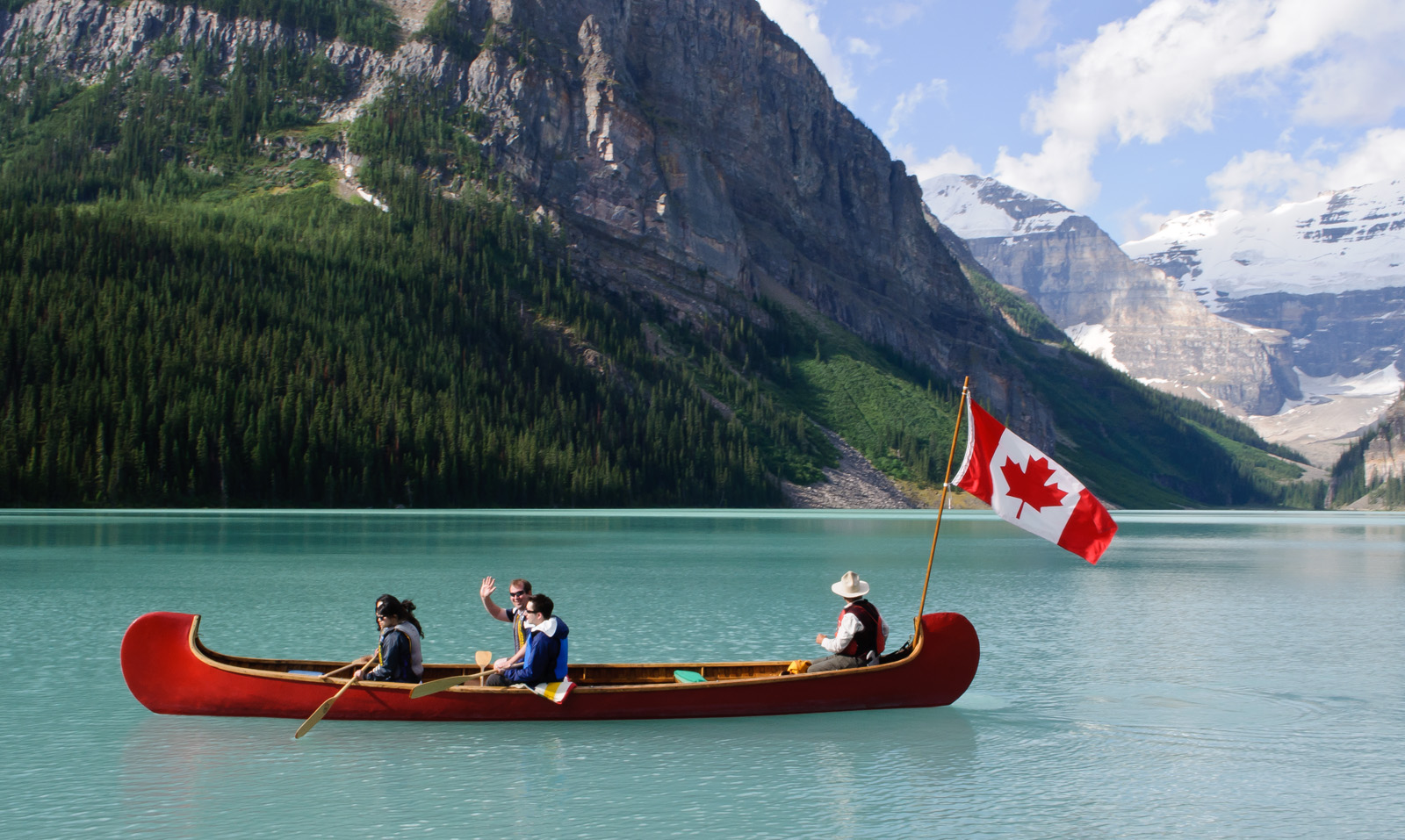
Lac Louise, parc national de Banff

Depuis 1998, Parcs Canada est devenu un service également connu sous le nom de l'Agence Parcs Canada. Parcs Canada est sous la responsabilité d'Environnement Canada. Avant 2003, Parcs Canada était sous la juridiction du ministère du Patrimoine canadien, et ce, depuis 1994. De 1979 à 1994, Parcs Canada était sous la responsabilité du ministère de l'Environnement, et de 1966 à 1978, du ministère des Affaires autochtones et du Nord et du ministère de l'intérieur. Avec les changements organisationnels et les changements de leadership, les priorités de Parcs Canada sont passées, avec les années, du développement vers la conservation. Depuis les années 1960, Parcs Canada tente également de décentraliser ses opérations.
Le budget de l'agence était de 1,3 milliard de dollars pour l'exercice 2020-2021 et elle employait 4 666 fonctionnaires en mars 2021. Le financement de Parcs Canada provient principalement des tarifs d'entrée, du budget fédéral, des partenariats avec des organisations et des fonds spéciaux pour des projets de conservation et éducatifs. Le budget de Parcs Canada est alloué chaque année par le gouvernement fédéral du Canada. Il est utilisé pour financer divers aspects, y compris l'entretien des infrastructures, la gestion des ressources naturelles, les services aux visiteurs, la conservation des écosystèmes et la mise en œuvre de programmes éducatifs. Ce budget est déterminé en fonction des besoins opérationnels et stratégiques de l'agence pour assurer la protection et la gestion des lieux.
Le ministre de l'Environnement et du Changement climatique (Steven Guilbeault depuis 2021) est responsable de l'agence, qui est gérée par son président-directeur général (Ron Hallman depuis 2019).
| Noms               | Mandats      |
| ------------------ | ------------ |
| J. B. Harkin       | 1911–1936    |
| Frank Williamson   | 1936–1941    |
| James Smart        | 1941–1953    |
| J. A. Hutchison    | 1953–1957    |
| J. K. B. Coleman   | 1957–1968    |
| Jack Nicol         | 1968–1978    |
| Al Davidson        | 1978–1985    |
| J. D. Collinson    | 1985–1990    |
| A. Lefebvre-Anglin | 1990–1993    |
| Tom Lee            | 1993–2002    |
| Alan Latourelle    | 2002–2015    |
| Daniel Watson      | 2015–2018    |
| Michael Nadler     | 2018–2019    |
| Ron Hallman        | 2019–présent |

### Politique d'intendance autochtone
Sur l'ensemble du territoire désormais connu sous le nom de Canada, Parcs Canada a adopté des mesures ayant eu un impact sur les liens des peuples autochtones avec les terres, les eaux et les glaces, ainsi que sur leurs responsabilités sacrées envers ces éléments. En collaboration avec un groupe diversifié de dirigeants autochtones, Parcs Canada élabore une politique visant à mieux soutenir l’intendance autochtone dans le système des lieux patrimoniaux protégés. Cette politique d’intendance autochtone prend en compte les commentaires recueillis auprès des peuples autochtones consultés sur les moyens de renforcer les liens avec les terres, les eaux et les glaces protégées au sein de leurs territoires traditionnels, terres visées par des traités et terres ancestrales. L'objectif principal de cette politique est de faire progresser la réconciliation et de soutenir la mise en œuvre de la Déclaration des Nations Unies sur les droits des peuples autochtones.

## Tarification
La tarification d'entrée chez Parcs Canada varie selon le type de parc et la période de l'année. Elle peut être basée sur un tarif quotidien par personne, un tarif par véhicule, ou une combinaison des deux. La haute saison (mai à septembre) peut entraîner des frais plus élevés. Des réductions sont disponibles pour les aînés, les jeunes, les familles et les groupes.
Elle sert également à financer l'entretien, la conservation et l'amélioration des parcs nationaux, des lieux historiques nationaux et des aires marines nationales de conservation à travers le Canada. Ces frais contribuent également au soutien des programmes éducatifs, de recherche et de protection de la faune et de la flore dans ces espaces naturels protégés.

### Entrées gratuites
- Entrée gratuite pour les jeunes de 17 ans et moins
  - Depuis le 1er janvier 2018, l'entrée dans les sites de Parcs Canada est gratuite pour les jeunes âgés de 17 ans et moins. Cependant, des frais peuvent s'appliquer pour certains services et expériences spécifiques. L’entrée gratuite pour les jeunes s’applique uniquement aux lieux gérés par Parcs Canada. Ce privilège ne s’applique pas aux parcs provinciaux, aux parcs territoriaux, aux parcs municipaux et privés, ni aux nombreux lieux historiques non gérés par Parcs Canada.
- Entrée gratuite pour les personnes de soutien[9]
  - Parcs Canada permet aux personnes de soutien accompagnant des visiteurs handicapés, et dépendant d'eux pour voyager et découvrir les destinations, de bénéficier de l'entrée gratuite et de l'accès aux programmes. Les personnes de soutien peuvent être des membres de la famille, des amis ou des individus d'une organisation externe.
- Entrée gratuite pour les nouveaux citoyens canadiens[10]
  - En 2012, l’Institut pour la citoyenneté canadienne (ICC) a commencé à collaborer avec Parcs Canada pour offrir aux nouveaux citoyens canadiens un accès gratuit à tous les sites de Parcs Canada à travers le pays grâce au programme du laissez-passer culturel (LPC). Ce programme permet aux nouveaux citoyens d'accéder gratuitement à plus de 1 400 espaces culturels à l'échelle du pays, y compris des musées, des galeries d'art, des centres scientifiques et des parcs, pendant leur première année de citoyenneté. Depuis 2012, plus de 30 000 visites ont été enregistrées sur les sites de Parcs Canada grâce au programme du LPC.

### Laissez-passer et permis
Les laissez-passer et de permis de Parcs Canada permettent aux visiteurs de profiter des lieux de l'agence fédérale tout en soutenant leur conservation.
- Carte d'entrée Découverte
  - La carte d’entrée Découverte offre l’entrée illimitée pour une année complète dans plus de 80 parcs nationaux, lieux historiques nationaux et aires marines nationales de conservation de Parcs Canada où des droits d’entrée quotidiens sont généralement exigés[11].
- Laissez-passer pour une destination unique
  - Les laissez-passer annuel ou saisonnier d'un parc offre l’entrée illimitée complète dans un parc national en particulier[12]. Disponibles dans plus de 50 parcs nationaux et lieux historiques.
- Permis d’éclusage et d’amarrage
  - L'offre de permis de bateaux et canaux chez Parcs Canada permet aux plaisanciers d'accéder et de naviguer en toute sécurité sur les voies navigables gérées par l'agence à travers le pays. Parcs Canada émet des permis de navigation pour les bateaux privés qui souhaitent utiliser les canaux historiques, tels que le canal Rideau, le canal Trent-Severn, le canal de Saint-Ours et d'autres. Ces permis sont nécessaires pour accéder aux écluses et pour naviguer sur les sections des canaux gérés par l'agence. Les plaisanciers peuvent utiliser les services d'éclusage offerts par Parcs Canada, incluant le passage des écluses pour franchir les différences de niveau d'eau le long des canaux. Pour faciliter la navigation, Parcs Canada offre des informations détaillées sur les canaux, y compris les horaires d'ouverture des écluses, les règles de navigation et les installations disponibles aux écluses et aux ports.

Certains parcs nationaux maritimes offrent également des permis de mouillage pour les bateaux qui souhaitent accoster ou rester dans des zones spécifiques, permettant ainsi aux plaisanciers de profiter des eaux côtières et des installations connexes. Ces permis et services visent à assurer une expérience sécuritaire et agréable aux plaisanciers qui explorent les canaux historiques et les voies navigables maritimes sous la gestion de Parcs Canada, tout en contribuant à la conservation et à la préservation de ces sites patrimoniaux.

## Offre de services
L'offre de services chez Parcs Canada varie selon les sites, mais elle comprend généralement des installations telles que des centres d'accueil, des sentiers de randonnée, des aires de pique-nique, des terrains de camping avec divers niveaux de services (électricité, eau courante, etc.), des programmes éducatifs et d'interprétation, des activités guidées, des possibilités de location d'équipement, des boutiques de souvenirs, et des services de restauration dans certains cas. Les parcs nationaux et les lieux historiques offrent une gamme d'infrastructures et de services pour répondre aux besoins des visiteurs et leur permettre de profiter de leur expérience en plein air ou culturelle.

### Camping[13]
Le camping est une option populaire pour profiter de certains lieux gérés par l'agence fédérale. Parcs Canada propose divers types de terrains de camping avec des commodités et des services variés.

#### Avant-pays
Les terrains de camping de l'avant-pays sont aménagés pour offrir un séjour confortable. Beaucoup disposent de toilettes à chasse d'eau, de douches, de sources d'eau potable et d'autres installations et commodités, ainsi que diverses activités.
Également connu sous le nom de « camping avec accès en voiture », ce type de camping est l'un des plus populaires. Les terrains de camping de l'avant-pays proposent généralement des emplacements où il est possible de garer son véhicule, permettant ainsi de décharger son équipement directement sur place et de commencer à s'installer immédiatement. Ces terrains sont souvent fréquentés en raison de la diversité des installations et des commodités qu'ils offrent. On y trouve, par exemple, des douches, des toilettes à chasse d'eau, des piscines ou des zones de baignade, des théâtres, des terrains de jeux, des casse-croûtes, des programmes d'interprétation et des terrains de golf.
Il existe cinq types d'emplacements pour le camping dans l'avant-pays :
- Les emplacements avec services

Les emplacements avec services disposent de prises permettant de connecter les véhicules récréatifs (VR), les caravanes et les tentes-caravanes aux réseaux d’électricité, d’égout et d’eau potable. Le prix varie en fonction des différentes combinaisons de services offertes. En général, plus le nombre de services est important, plus le tarif par nuitée est élevé. Ces emplacements sont souvent utilisés par les VR, ce qui peut ne pas offrir les meilleures conditions pour camper sous tente.
- Les emplacements sans services

Les emplacements sans services conviennent bien pour le camping sous tente, car beaucoup d'entre eux sont équipés de plateformes pour tentes et offrent un accès à des commodités telles que des toilettes à chasse d'eau, des douches et des robinets d'eau potable à proximité. Le terme « sans services » indique l'absence de raccordements aux réseaux d'électricité, d'égout ou d'eau potable sur place. Ces emplacements sont généralement accessibles aux véhicules récréatifs (VR) et aux tentes-caravanes qui ne nécessitent pas de raccordement.
- Les emplacements à sens unique

Les emplacements à sens unique sont destinés aux propriétaires de caravanes ou de véhicules récréatifs de grande taille. Ils disposent d'une entrée et d'une sortie permettant de les traverser, évitant ainsi la nécessité de faire demi-tour pour en sortir.
- Les emplacements à accès piéton

Les emplacements à accès piéton sont situés à une courte distance de marche du stationnement, rendant l'accès direct en véhicule impossible. Un stationnement est généralement disponible à proximité pour décharger l'équipement et laisser le véhicule durant le séjour. Ces emplacements tendent à être plus rustiques et offrent moins de commodités.
- Les emplacements de camping de groupe

Les emplacements de camping de groupe sont conçus pour accueillir un nombre important de personnes. Ils sont généralement destinés aux groupes organisés visitant le parc. Pour obtenir plus d'informations sur les emplacements de camping de groupe, il est recommandé de contacter directement le parc.

##### Arrière-pays
Le camping dans l’arrière-pays se pratique en milieu naturel, éloigné de toute infrastructure ou commodité. La plupart du temps, les emplacements ne sont accessibles qu’à pied, en ski, en raquette, en canot ou en kayak. Ces sites offrent généralement très peu de commodités, mais sont beaucoup moins fréquentés. Ils permettent souvent de se sentir loin de toute civilisation. Le camping dans l’arrière-pays, également appelé camping sauvage, nécessite souvent une bonne préparation et des compétences en survie en milieu naturel. Les campeurs doivent respecter les règles de préservation de l’environnement, telles que le principe de ne laisser aucune trace, afin de minimiser leur impact sur les écosystèmes fragiles.

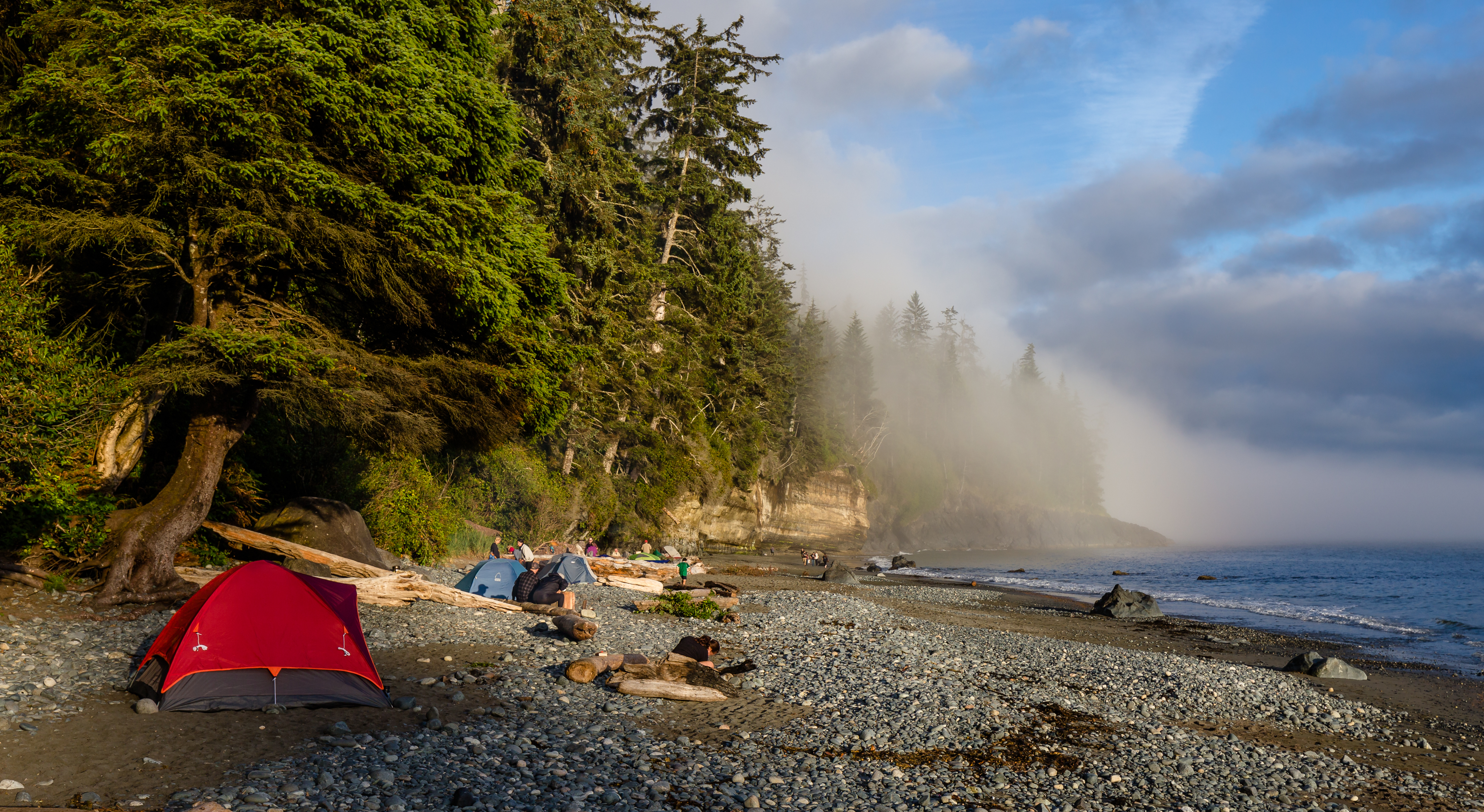
Camping derrière-pays
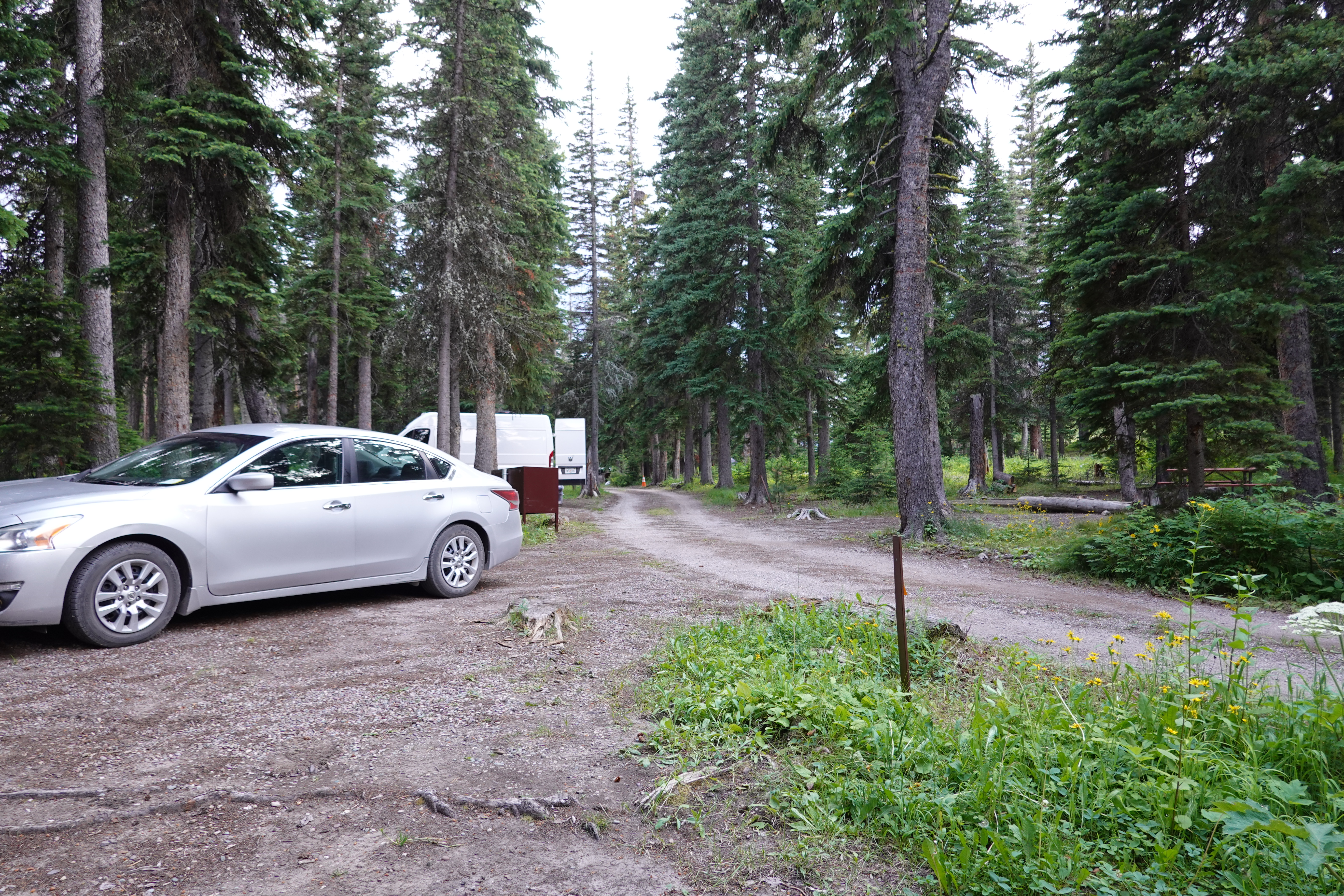
Camping avant-pays
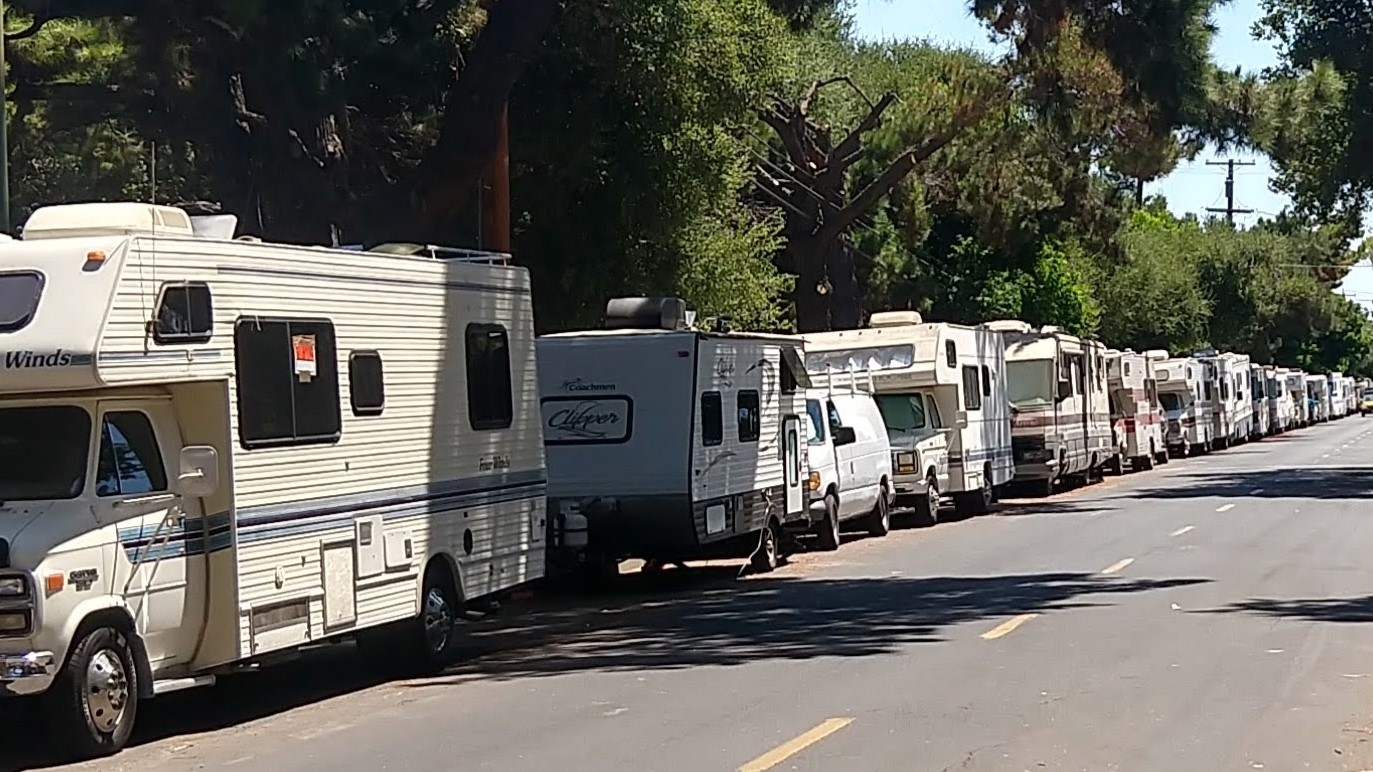
Véhicules récréatifs et roulottes

### Hébergements aménagés[14]
Parcs Canada offre une variété d'options d'hébergement, allant du rustique à l'insolite. Ces options varient selon les parcs et les sites, offrant ainsi une gamme d'expériences adaptées à différents besoins et préférences.
- Yourte

Les yourtes, traditionnellement utilisées en Asie centrale et d'origine mongole, elles offrent une expérience naturelle dans un cadre original et convivial grâce à leur forme circulaire. Elles invitent à la détente avec leur conception ronde et permettent d'observer les étoiles à travers leur puits de lumière. Meublées avec style et entièrement équipées, elles proposent un séjour clés en main et cible les campeurs en quête d'un luxe modéré en nature.
- Tente oTENTik

L'oTENTik combine habilement le confort d'un chalet rustique avec l'expérience immersive d'une tente, offrant des lits confortables sur un plancher surélevé. Il est ciblé pour les campeurs en quête d'un luxe modéré en pleine nature. Adapté aux familles et aux amis de tous âges, l'oTENTik permet de découvrir ou redécouvrir le camping avec simplicité et sans souci. Plus de 400 unités sont disponibles dans 30 sites gérés par Parcs Canada.
- Oasis

L'hébergement Oasis désigne une expérience de camping de luxe qui combine confort et immersion dans la nature. Il s'agit souvent de tentes équipées de manière sophistiquée, situées dans des emplacements spéciaux à l'intérieur des parcs nationaux du Canada. Ces installations offrent généralement des commodités telles que des lits confortables, des cuisines équipées et parfois même des salles de bains privées, permettant aux campeurs de profiter de la nature tout en bénéficiant d'un confort similaire à celui d'un hébergement traditionnel.
- MicrOcube

L'hébergement MicrOcube est une forme d'hébergement innovante conçue pour offrir une expérience immersive dans la nature tout en offrant un confort moderne. Il s'agit de petites structures cubiques compactes et écologiques, souvent situées dans des environnements naturels préservés. Ces hébergements sont conçus pour maximiser l'expérience en plein air tout en minimisant l'empreinte écologique, offrant ainsi une alternative unique aux traditionnels campings et chalets.
- Chalet rustique

L'hébergement en chalet rustique désigne des logements situés généralement dans des environnements naturels au sein des parcs nationaux. Ces chalets sont conçus pour offrir un hébergement confortable tout en conservant un caractère rustique et authentique, souvent intégrés harmonieusement à leur environnement naturel. Ils sont équipés de commodités de base pour assurer un séjour confortable tout en permettant aux visiteurs de profiter de la nature environnante.
- Tipi

L'hébergement en tipi propose une expérience de camping unique, permettant aux visiteurs de séjourner dans des tipis traditionnels dans certains parcs nationaux. Ces hébergements offrent une immersion dans la nature tout en offrant un confort relatif, souvent équipés de lits et d'autres commodités de base pour une expérience de camping confortable et authentique.
- Bâtiments historiques

L'hébergement en bâtiment historique permet aux visiteurs de séjourner dans des lieux chargés d'histoire et de patrimoine à travers le pays. Ces bâtiments, souvent restaurés avec soin, offrent une expérience d'hébergement unique où les visiteurs peuvent découvrir et apprécier l'architecture, l'ambiance et parfois même les histoires associées à ces lieux emblématiques.
- Amarrage de nuit

L'hébergement en amarrage de nuit fait référence à la possibilité de passer la nuit à bord d'un bateau amarré dans certains parcs nationaux maritimes ou côtiers du Canada, ainsi que des canaux historiques. Cette option permet aux visiteurs de vivre une expérience immersive sur l'eau, tout en offrant un accès facile aux activités de plein air et à la nature environnante.

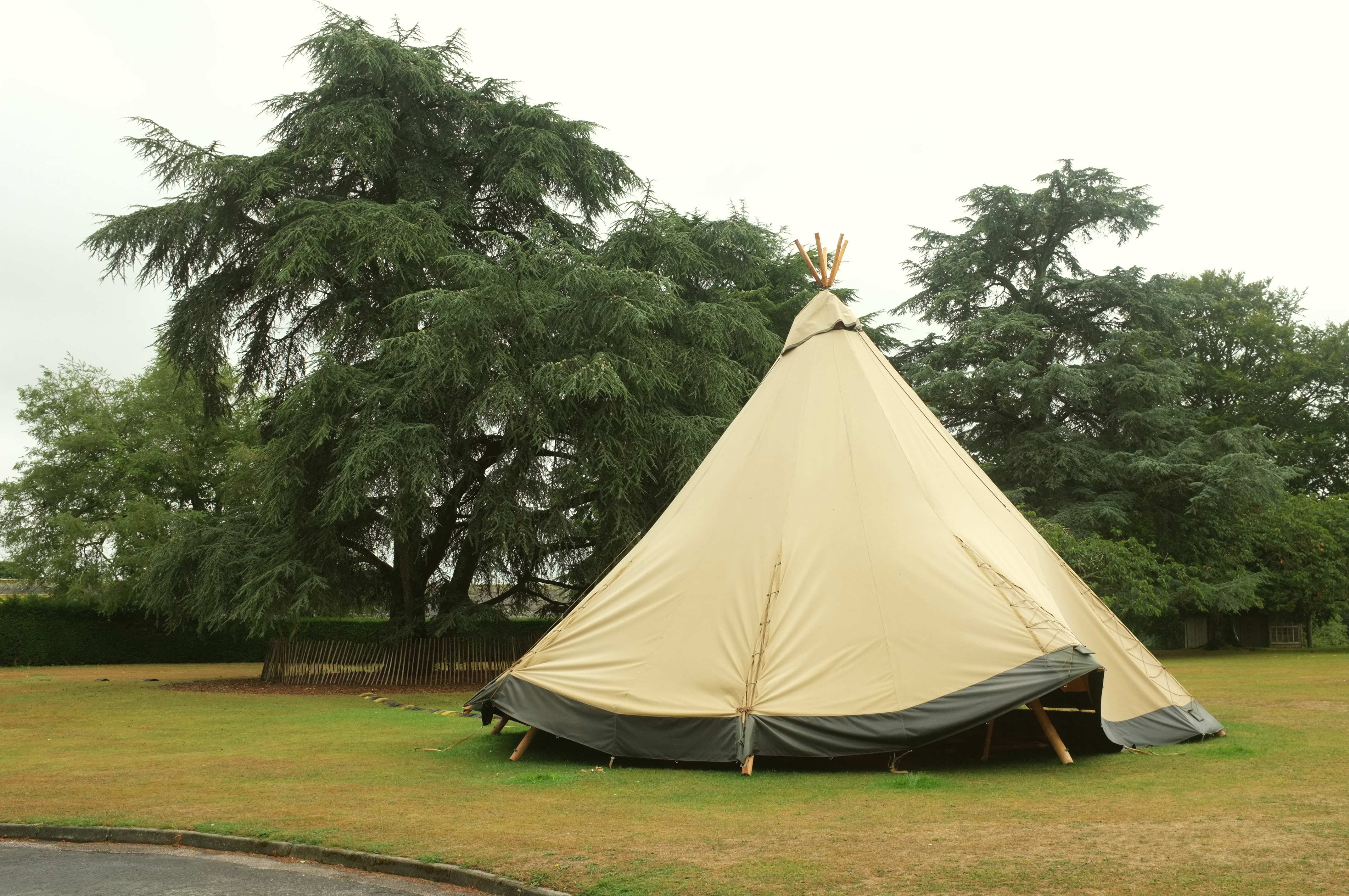
Exemple de tipi
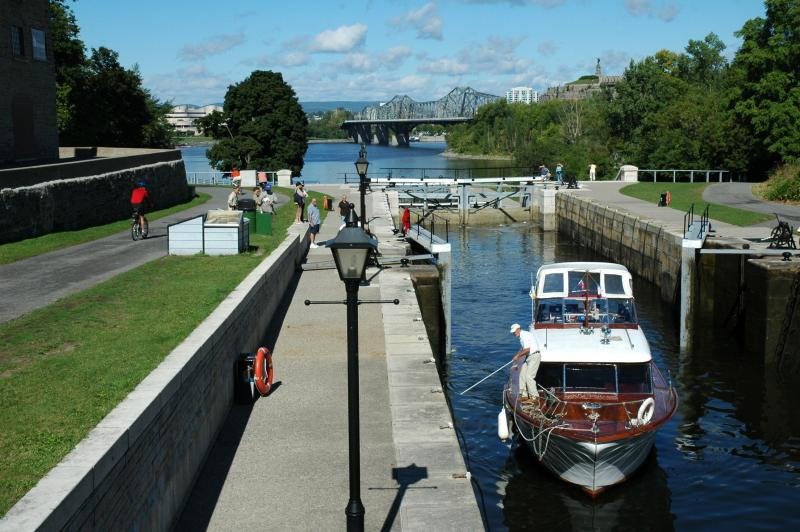
Canal Rideau
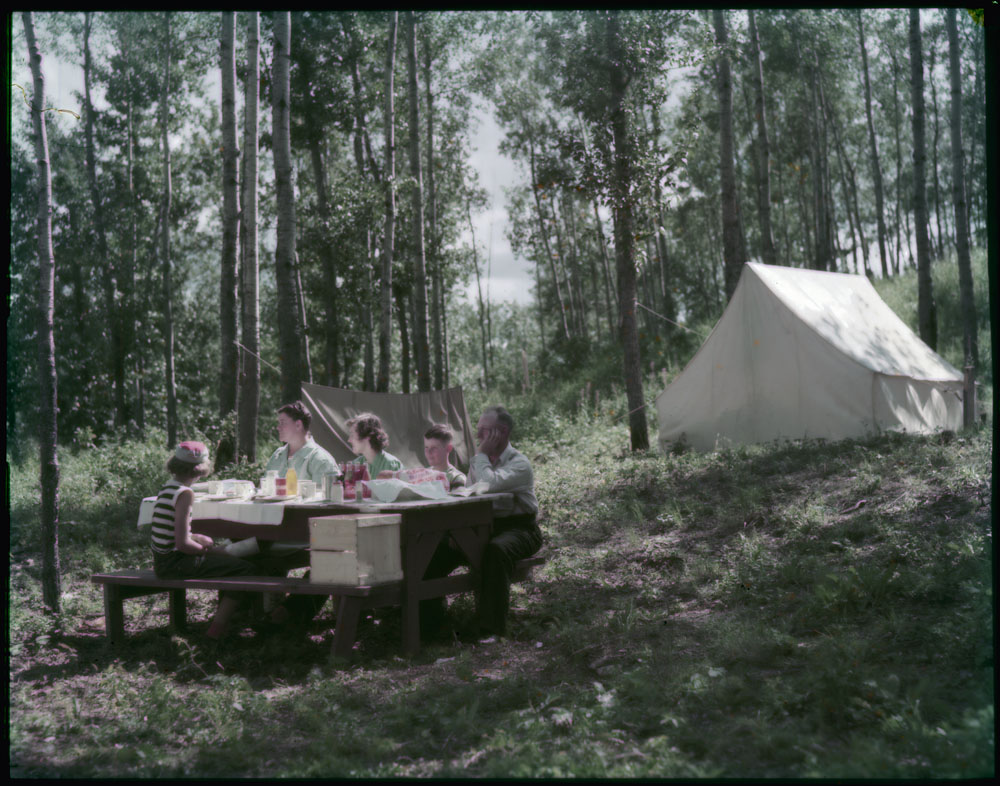
Camping rustique

### Programmes éducatifs et d'interprétation
L'offre d'interprétation et de programmes éducatifs chez Parcs Canada vise à enrichir l'expérience des visiteurs en leur permettant de mieux comprendre l'histoire naturelle, culturelle et environnementale des parcs nationaux et des lieux historiques nationaux du Canada. Ces programmes sont souvent animés par des guides et des interprètes qualifiés qui partagent des connaissances sur la faune, la flore, la géologie, ainsi que sur l'histoire humaine et l'importance culturelle des sites.
Les activités d'interprétation peuvent inclure des visites guidées à pied, des excursions en bateau, des présentations audiovisuelles, des expositions interactives, des démonstrations historiques, et des discussions sur la conservation et la durabilité environnementale. Les programmes éducatifs sont conçus pour différents groupes d'âge, y compris les écoles et les familles, et visent à sensibiliser les visiteurs aux défis actuels de la conservation tout en mettant en valeur les richesses naturelles et culturelles uniques des parcs et des lieux historiques nationaux du Canada.

### Activités guidées
Chez Parcs Canada, l'offre d'activités guidées est variée et conçue pour offrir aux visiteurs une exploration enrichissante et éducative des parcs nationaux et des lieux historiques. Ces activités peuvent inclure des visites guidées à pied ou en véhicule, des excursions en kayak ou en canot avec guides expérimentés, des circuits en autobus pour découvrir les sites historiques, des randonnées thématiques pour explorer la faune et la flore locales, des programmes d'interprétation culturelle et environnementale, ainsi que des activités spéciales comme des observations d'animaux sauvages ou des événements nocturnes pour admirer les étoiles. Les activités guidées sont souvent disponibles à différents niveaux d'intensité et adaptées à divers groupes d'âge et niveaux d'intérêt, offrant ainsi aux visiteurs une immersion complète dans les richesses naturelles et culturelles des sites gérés par Parcs Canada.

### Location d'équipement
L'offre de location d'équipement chez Parcs Canada varie d'un site à l'autre, mais elle inclut généralement la location d'articles essentiels pour les activités de plein air. Cela peut comprendre des équipements de camping tels que des tentes, des sacs de couchage, des réchauds et des ustensiles de cuisine. Pour les activités aquatiques, des kayaks, des canoës, et parfois même des équipements de plongée peuvent être disponibles. Dans certains parcs, il est également possible de louer des vélos pour explorer les sentiers environnants.
Ces centres sont généralement situés à proximité des zones d'activités principales, comme les campings, les aires de pique-nique et les points d'accès aux sentiers. Ils assurent la disponibilité et la qualité de l'équipement loué.

### Boutique de souvenir
L'offre de boutiques de souvenirs chez Parcs Canada comprend une gamme variée d'articles qui célèbrent la diversité des parcs nationaux et des lieux historiques du Canada. Les boutiques proposent souvent des souvenirs spécifiques à chaque site, tels que des vêtements, des articles de papeterie, des décorations pour la maison, des livres sur la nature et l'histoire locale, ainsi que des produits artisanaux et des objets traditionnels autochtones. Ces boutiques permettent aux visiteurs de ramener chez eux un souvenir unique de leur expérience et de soutenir la conservation et la gestion des parcs et des sites historiques par Parcs Canada.

#### Boutique en ligne[15]
Les produits dérivés officiels de Parcs Canada sont conçus pour permettre aux Canadiens d'exprimer leur fierté et leur affection envers les espaces naturels et les sites patrimoniaux du pays. Ils encouragent la sensibilisation, l'appréciation et le soutien des efforts permanents de Parcs Canada pour la protection et la préservation de ces lieux, au bénéfice des générations actuelles et futures.
Depuis 2017, une partie des profits générés par les ventes de la boutique en ligne de Parcs Canada a servi à financer un certain nombre de projet de conservation :
- 2024

Les achats en ligne contribuent à soutenir CaribouRANGE, un programme collaboratif avec la Première Nation des Gwitchin Vuntut qui vise à surveiller les variations de l'aire de répartition estivale de la harde de caribous de la rivière Porcupine, située dans le parc national Vuntut. Cette aire estivale offre une alimentation de qualité et permet aux caribous d'échapper aux insectes. Comprendre l'état actuel et l'évolution potentielle de cette aire est crucial pour une gestion efficace, notamment face aux défis posés par le réchauffement climatique. Le projet examinera la durée de la saison de neige, l'épaisseur de la couche neigeuse, les températures du pergélisol et du sol, ainsi que la durée de la saison de croissance, les précipitations et la couverture végétale. Ces données seront utilisées pour gérer la harde de caribous, essentielle à l'écologie du nord du Yukon et à la culture des Premières Nations et des Inuvialuit.
- 2023

Les recettes des ventes en ligne ont soutenu les initiatives visant à réduire la mortalité des chèvres de montagne le long de la route Transcanadienne traversant les parcs nationaux du Mont-Revelstoke et des Glaciers. Les chèvres de montagne descendent souvent jusqu'à l'autoroute pour lécher le sel, un élément essentiel à leur alimentation. Pour prévenir ces déplacements vers la route, Parcs Canada installe des pierres à lécher contenant du sel destiné à la consommation animale à des endroits plus sûrs le long de leurs itinéraires habituels. Cette mesure fait partie des efforts des écologistes de Parcs Canada pour assurer la sécurité des chèvres de montagne le long de la route Transcanadienne et pour reconnecter leurs couloirs naturels.
- 2022

Les achats en ligne ont contribué à la recherche sur les espèces de requins présentes autour de la réserve de parc national des Îles-Gulf. Avec environ seize espèces de requins dans les eaux de la Colombie-Britannique, des vidéos sous-marines aident les écologistes à identifier quelles espèces visitent les îles. Le changement climatique a un impact significatif sur les dynamiques marines. La compréhension des requins vivant dans les eaux canadiennes nous permet de mieux protéger l'ensemble de l'écosystème marin.
- 2021

Les achats ont soutenu l’observation scientifique du béluga du Saint-Laurent au parc marin du Saguenay–Saint-Laurent. Sur la rive, l’équipe de recherche de Parcs Canada a étudié le comportement d’alimentation, de socialisation et de repos de cette espèce en péril. Elle a également dressé un portrait du trafic de bateaux récréatifs et navires. Ces observations ont permis de mieux connaître l’habitat essentiel du béluga afin de mettre en place des mesures de conservation efficaces.

### Services de restauration
L'offre de services de restauration varie d'un site à l'autre, mais elle inclut généralement des options pour répondre aux besoins des visiteurs pendant leur séjour. Voici une description générale :
- Cafés et bistros

Des parcs nationaux et lieux historiques proposent des cafés et des bistrots qui servent des repas légers, des collations et des boissons. Ces établissements sont souvent situés à proximité des centres d'accueil ou des points d'intérêt principaux.
- Restaurants

Certains parcs offrent des restaurants où les visiteurs peuvent déguster des repas complets, souvent mettant en valeur des plats régionaux ou traditionnels. Ces restaurants peuvent être ouverts uniquement pendant la saison estivale ou avoir des heures d'ouverture limitées en fonction de la demande.
- Aires de pique-nique et barbecues

De nombreuses aires de pique-nique sont dispersées à travers les parcs, équipées de tables et parfois de barbecues. Elles permettent aux visiteurs d'apporter leur propre nourriture pour profiter d'un repas en plein air.
- Services de traiteur et événements spéciaux

Certains parcs offrent des services de traiteur pour des événements spéciaux ou des occasions particulières, comme des mariages, des anniversaires ou des réunions de groupe.
- Boutiques de souvenirs avec produits alimentaires

Les boutiques de souvenirs dans les parcs proposent souvent des produits alimentaires locaux ou régionaux, tels que des confitures, du miel, des sauces et d'autres spécialités artisanales.

## Mascotte

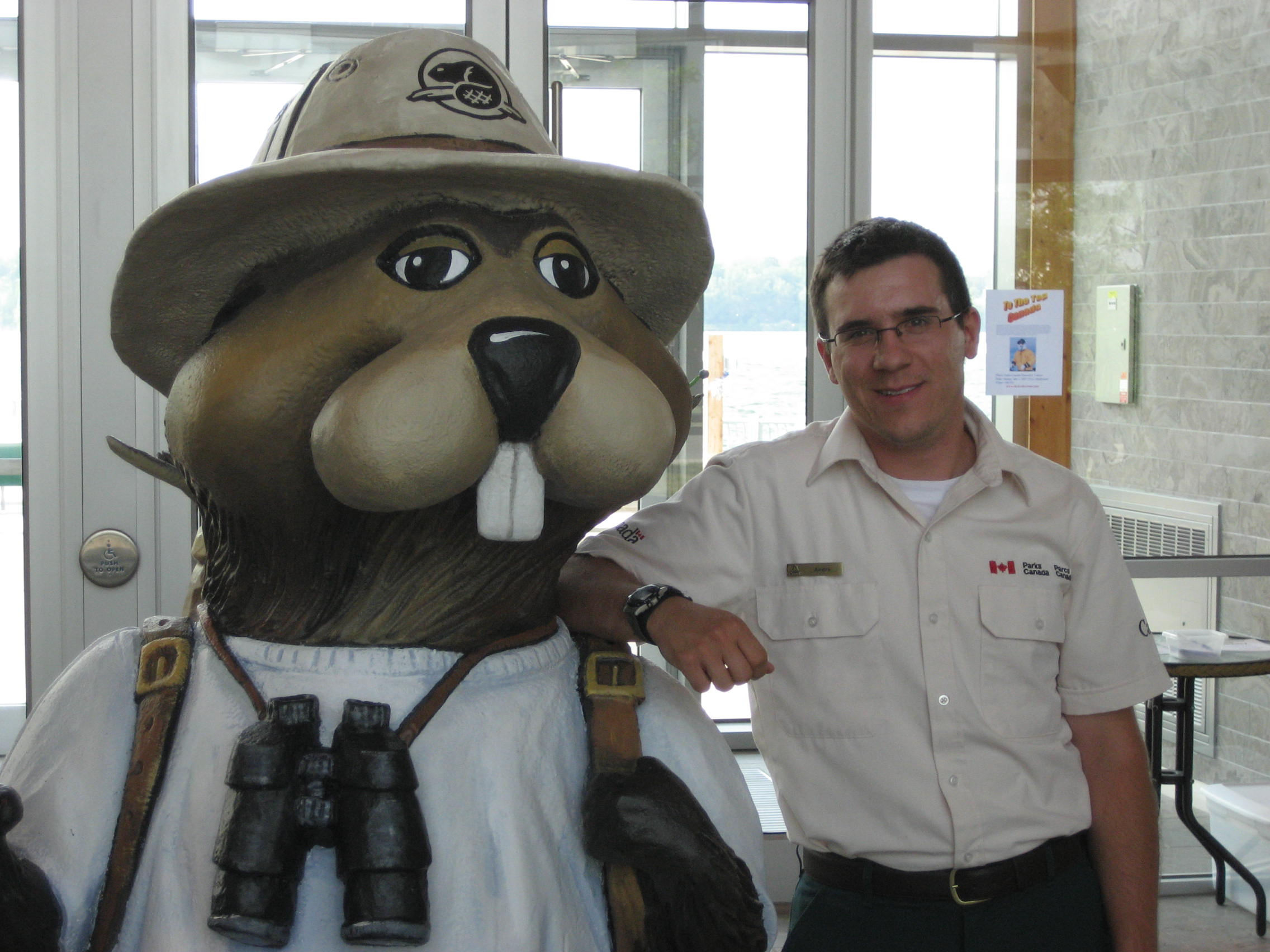
Statue de parka en 2007.

La mascotte de Parcs Canada est une castorette nommé "Parka", créé par Parcs Canada en 2011 au coût de 1,2 million de dollars canadien, pour faire sa promotion auprès du jeune public. Parka est souvent représentée comme une ambassadrice sympathique et ludique des parcs nationaux du Canada, utilisée principalement dans des contextes éducatifs et promotionnels pour sensibiliser le public à la conservation et à la protection des espaces naturels du pays. Elle est la fondatrice du Club Parka, une série d’activités qui encouragent les enfants d'âge préscolaire à explorer, découvrir, apprendre et s'amuser. Une série de 52 courts métrages d'animation la mettant en scène est hébergée sur le site web de l'organisation et a également été diffusée à la télévision sous forme d'interstitiels au canada anglais via la société ICI Radio-Canada / Kid's CBC. Parka a également sa propre chanson.
L'ami de parka est "Grey Jay", qui est un mésangeai du Canada et Chirp, un canari jaune.

### Parka
Parka est née au Parc national Wood Buffalo, le plus grand parc national au Canada et site où se trouve le plus long barrage de castors au monde.

### Boomer
L'ancienne mascotte de Parcs Canada était un castor nommé "Boomer", apparu en 1985. Boomer représentait également les parcs nationaux du Canada, symbolisant l'importance de la nature et de la conservation au sein de ces espaces naturels protégés.

## Sécurité publique et application de la loi

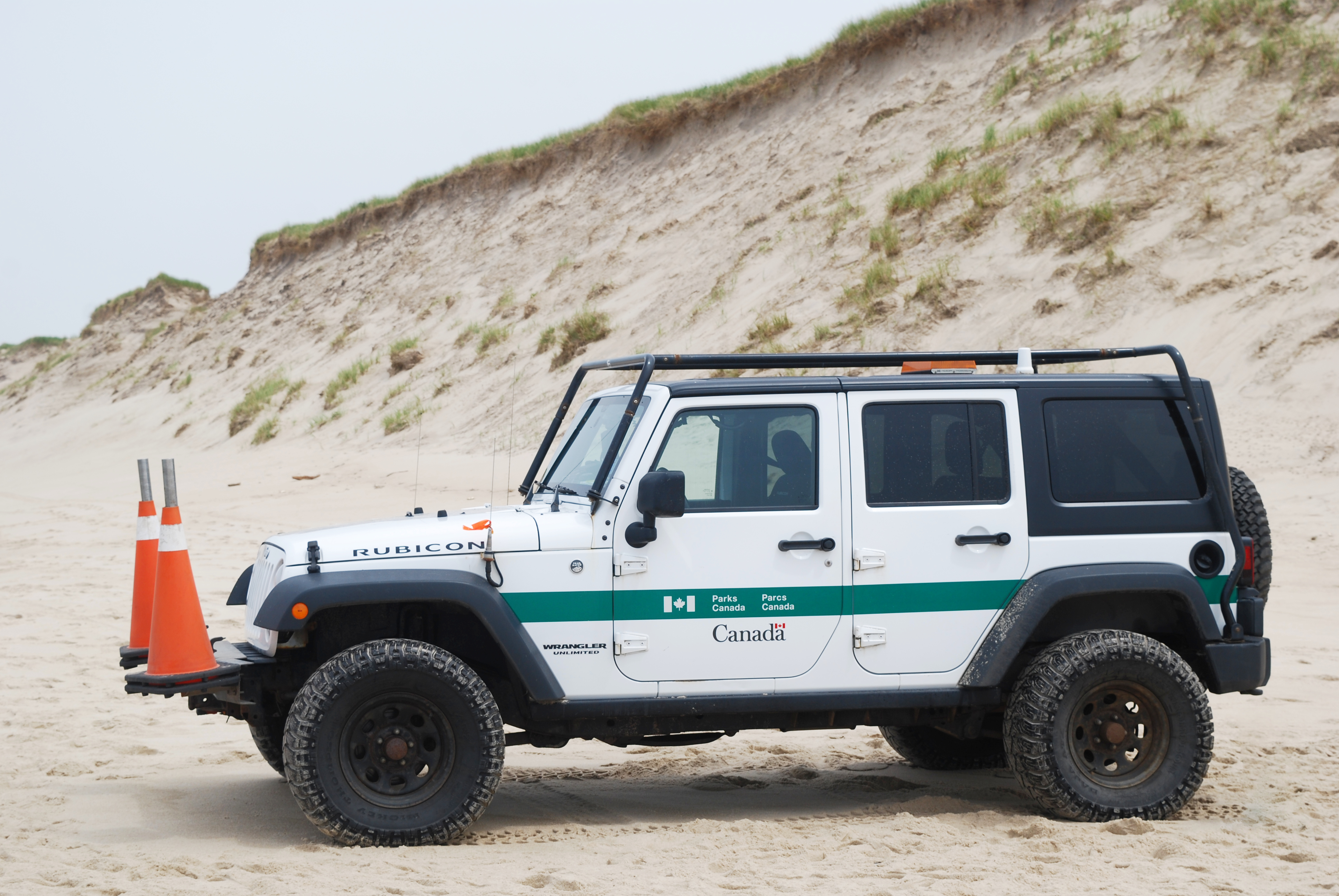
Véhicule utilitaire lettré de Parcs Canada.

Les gardiens de parcs sont des policiers qui protègent les ressources naturelles et culturelles en effectuant des patrouilles dans les parcs nationaux, les sites historiques nationaux et les aires marines nationales de conservation. Ils assurent la sécurité du personnel, des visiteurs et des résidents, et mènent des activités stratégiques d'application de la loi visant à maintenir la paix publique, à protéger les ressources, à permettre aux visiteurs de profiter des lieux et à assurer le respect des règles administratives. Ils sont désignés comme gardiens de parc en vertu de l'article 18 de la Loi sur les parcs nationaux du Canada et sont des agents de la paix au sens du Code criminel. Ils portent des armes à feu HK P2000 et des moyens d'intervention non létaux. Le ministre peut également désigner, en vertu de l'article 19 de la loi, des agents provinciaux et locaux chargés de l'application des lois dans les parcs spécifiés. Ces agents ont le pouvoir d'agents de la paix uniquement en ce qui concerne la loi.